# Крекінг-установка у Мельбурні
Крекінг-установка у Мельбурні — складова частина нафтохімічного майданчика компанії Huntsman на південному сході Австралії.
З 1961 року на західній околиці Мельбурна у West Footscray діяв завод компанії Monsanto з виробництва етилбензену (напівфабрикат в отриманні мономеру стирену), технологія якого передбачала використання етиленовмісної сировини низької концентрації (dilute ethylene). Зі зростанням цін на нафту на початку наступного десятиліття це виробництво стало нерентабельним, що призвело до спорудження установки парового крекінгу. Сировиною для неї виступав етан, поданий по введеному в дію у 1976-му відгалуженню від етанопроводу Лонг-Айленд — Алтона (споруджений за кілька років до того для живлення піролізної установки в Алтоні).
Установка виробляла 35 тисяч тонн етилену, з яких 25 тисяч тонн споживав завод мономеру стирену, а залишок міг експортуватись. В 2008 році новий власник майданчику компанія Huntsman зупинила виробництво стирену через нерентабельність.
Можливо також відзначити, що за сімсот кілометрів на північний схід, біля Сіднею, розташоване виробництво оксиду етилену потужністю 30 тисяч тонн, викуплене Huntsman у попереднього власника, якому належить піролізна установка Ботані.